# Liste der diplomatischen Vertretungen in Bahrain

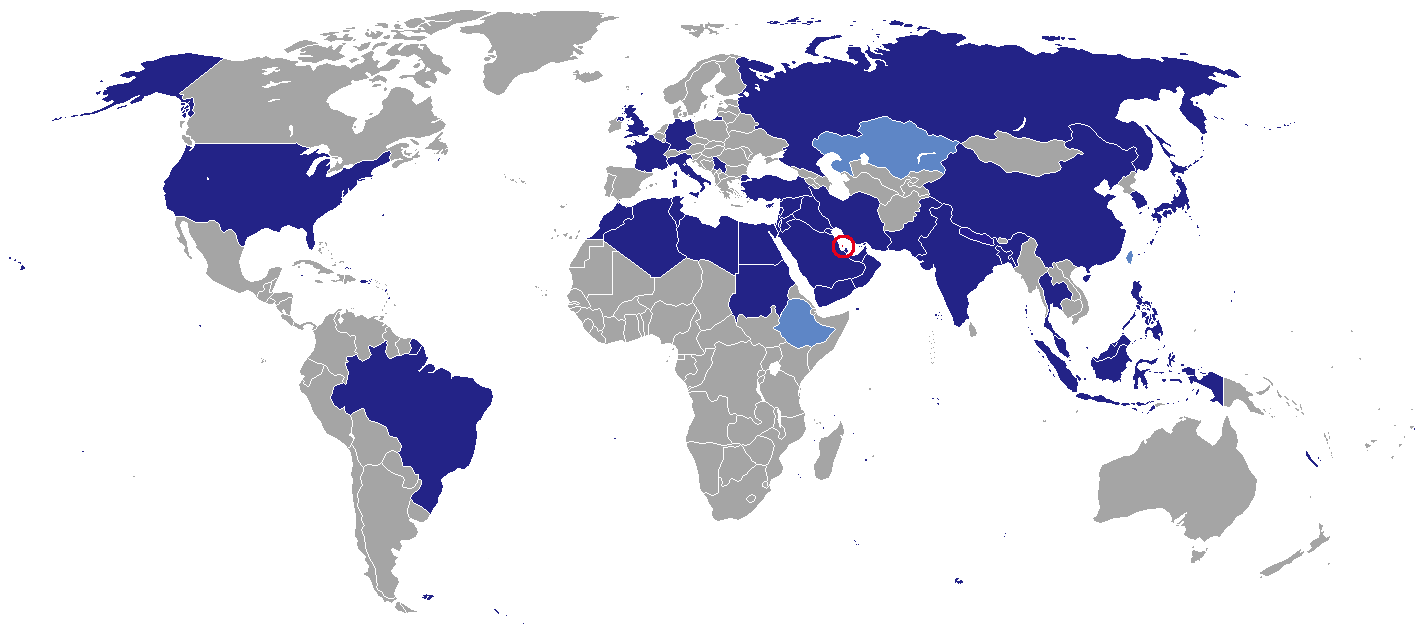
Staaten mit einer Botschaft in Bahrain

Die Liste der diplomatischen Vertretungen in Bahrain führt Botschaften und Konsulate auf, die im asiatischen Staat Bahrain eingerichtet sind (Stand 2019).

## Botschaften in Manama
37 Botschaften sind in der bahrainesischen Hauptstadt Manama eingerichtet (Stand 2019).

### Staaten
| - Algerien: Botschaft - Bangladesch: Botschaft - Brunei: Botschaft - Volksrepublik China: Botschaft - Ägypten: Botschaft - Frankreich: Botschaft - Deutschland: Botschaft - Indien: Botschaft - Indonesien: Botschaft - Irak: Botschaft - Italien: Botschaft |  | - Japan: Botschaft - Kuwait: Botschaft - Libanon: Botschaft - Libyen: Botschaft - Malaysia: Botschaft - Marokko: Botschaft - Nepal: Botschaft - Oman: Botschaft - Pakistan: Botschaft - Palästina: Botschaft - Philippinen: Botschaft | - Russland: Botschaft - Saudi-Arabien: Botschaft - Südkorea: Botschaft - Sudan: Botschaft - Syrien: Botschaft - Thailand: Botschaft - Tunesien: Botschaft - Türkei: Botschaft - Vereinigte Arabische Emirate: Botschaft - Vereinigtes Königreich: Botschaft - Vereinigte Staaten: Botschaft - Jemen: Botschaft |